# ديفيد لويس (لاعب كريكت زيمبابوي)
ديفيد لويس (27 يوليو 1927 في زيمبابوي - 18 يناير 2013 في جنوب أفريقيا) (بالإنجليزية: David Lewis)‏ هو لاعب كريكت زيمبابوي. شارك مع منتخب روديزيا للكريكت ‏. أما مع النوادي، فقد لعب مع نادي الكريكت في جامعة أكسفورد ‏.